# Estación de Torquemada
Torquemada es una estación de ferrocarril situada en el municipio español de Torquemada, en la provincia de Palencia, comunidad autónoma de Castilla y León. No cuenta con servicios ferroviarios de viajeros desde el año 2013.

## Situación ferroviaria
Las instalaciones se encuentran situadas en el punto kilométrico 306,005 de la línea férrea de ancho ibérico que une Madrid con Hendaya, a 739 metros de altitud sobre el nivel del mar, entre las estaciones de Magaz y Quintana del Puente. El tramo es de vía doble y está electrificado.

## Historia
La estación fue inaugurada el 25 de noviembre de 1860 con la puesta en marcha del tramo Burgos – Venta de Baños de la línea radial Madrid-Hendaya. Su explotación inicial quedó a cargo de la Compañía de los Caminos de Hierro del Norte de España quien mantuvo su titularidad hasta que en 1941 fue nacionalizada e integrada en la recién creada RENFE.
Desde el 31 de diciembre de 2004, Renfe Operadora explota la línea mientras que Adif es la titular de las instalaciones ferroviarias.

## La estación
El edificio de viajeros de la estación es un clásico y pequeño edificio de dos pisos repintado en rojo y blanco tras su última restauración. Actualmente, la estación se encuentra abandonada pero en muy buen estado de conservación. Posee dos andenes y cuatro vías: 2 directas, 1 desviada y 1 de apartado. Los cambios de andén se realizan a nivel. En el andén opuesto al edificio de viajeros se encuentra un refugio de grandes dimensiones que servía para los viajeros que esperaban los trenes que accedían por la vía 2. En las proximidades de la cabecera norte de la playa de vías de la estación, se encuentra una subestación para la alimentación de la catenaria de la línea.